# Чортешть (Ясси)
Чортешть, Чортешті (рум. Ciortești) — село у повіті Ясси в Румунії. Входить до складу комуни Чортешть.
Село розташоване на відстані 307 км на північний схід від Бухареста, 32 км на південний схід від Ясс.

## Населення
За даними перепису населення 2002 року у селі проживали 1330 осіб, усі — румуни. Усі жителі села рідною мовою назвали румунську.